# Alfred Marchot
Alfred Marchot   (Lieja, 31 de gener de 1861 - Sint-Genesius-Rode, 18 de juny de 1939) violinista, pianista i professor de música belga.
Col·laborador d'Eugène Ysaÿe al Conservatori de Lieja, Marchot fou després durant molts anys va ser el seu company: el va acompanyar com a pianista i el 1894 va ocupar el lloc d'assistent al Conservatori de Brussel·les i, entre altres coses, va dirigir el quartet de corda, que va substituir el quartet Ysaÿe pel temps de la llarga gira a Ysaÿe amb un quartet o en solitari. Al capvespre de l'existència del quartet Ysaÿe, el 1899, Marchot tocava el segon violí.
Entre els estudiants més famosos de Marchot al Conservaori de Brussel·les, hi ha el català Joan Massià i Prats, el francès-peruà André Sas i el músic de Singapur en Goh Soon Tioe.